# Гиттик, Леонид Самойлович
Леонид Самойлович Гиттик (1926—2004) — советский и украинский невролог, учёный-нейрофизиолог, педагог, писатель. Профессор, доктор медицинских наук, действительный член Академии наук технологической кибернетики Украины, работал в области возрастной психофизиологии и клинической неврологии.

## Биография
Родился 8 июня 1926 года в Харькове в семье врача-невропатолога Самуила Соломоновича Гитика и Марии Ароновны (ур. Голосовкер). Школу окончил в эвакуации в Чимкенте в 1943 г. С декабря 1943 г. состоял на военной службе в НИВИТе (Новосибирский институт Военных Инженеров ж.-д. Транспорта) в качестве слушателя, до возвращения в Харьков в декабре 1944 г.
В 1945—1951 гг. учился на лечебном факультете Харьковского медицинского института, который окончил с отличием.
Скоропостижно скончался 21 октября 2004 г. — после лекции в университете по дороге на консультацию к больному.
Жена — врач-педиатр и организатор системы здравоохранения кандидат медицинских наук Александра Лазаревна Болотина (1926—2011). Дети — дочь Елена (1954) и сын Юрий (1956).

## Лечебно-практическая деятельность
После окончания института с декабря 1951 г. работал по направлению врачом-невропатологом в больнице при заводе Белинсксельмаш в поселке Каменка Пензенской области.
В 1953 г. переехал на Волынь по месту работы жены и начал работу врачом-невропатологом: сначала в больнице Лечебно-санитарного управления в г. Луцке, затем в Луцкой горбольнице, а с 1954 г. — в Волынской областной больнице. С 1957 г. заведовал неврологическим отделением этой больницы, в последние годы работал как научный руководитель и ведущий консультант отделения. С 1956 г. был главным невропатологом Волынского областного управления здравоохранения.
В области клинической неврологии Л. С. Гиттик был одним из ведущих специалистов по проблемам гиперкинезов, нейроколлагенозов, мигрени и гипоталомической патологии в детском возрасте.
За полвека плодотворной работа Леонид Самойлович воспитал целую плеяду неврологов — более 250 врачей, среди которых доктора и кандидаты наук, опытные специалисты, которые достойно представляют неврологическую школу Гиттика по всему миру.

## Научно-педагогическая деятельность
Начал свои первые научные исследования ещё в студенческие годы, когда под руководством выдающегося патофизиолога Даниила Евсеевича Альперна подготовил две научные работы. В 1960 году защитил диссертацию на степень кандидата медицинских наук на тему «К клинике неврологических нарушений при ревматическом поражении головного мозга».
В 1965 г. украинское издательство «Здоровье» выпустило монографию Л. С. Гиттика «Малая хорея». Это было первое многоплановое фундаментальное издание на эту тему в Советском Союзе.
В 1969 г. защитил диссертацию на степень доктора медицинских наук на тему «Малая хорея. Вопросы клиники, патогенеза, классификации, диагностики и лечения».
В 1961 г. начал работать ст. преподавателем медподготовки в Луцком педагогическом институте. В 1971 г. создал и возглавил кафедру анатомии и физиологии человека на факультете подготовки преподавателей физического воспитания, в том же году утвержден в ученом звании профессора.
С 1975 г. возглавлял кафедру физиологии человека и животных на биологическом факультете.
Его научным наследием стали 12 монографий, более 280 научных статей и выступлений на съездах и конференциях.

## Литературная деятельность
Писать начал со студенческих лет, работал внештатным корреспондентом Харьковской областной газеты по вопросам культуры.
В 2000 г. был принят в Национальный союз писателей Украины. Среди его книг — сборники рассказов и повестей «Приключения ума и сердца» (1992), «Портрет в один сеанс» (1994), «Мгновения» (1996), «Поклонение свету» (1996), «Дорога к самому себе» (1998), «Красные башмаки» (1999); «Рош-Ашана» (2003) и «Однажды в двадцать первом веке» (2004).